# TuS 1860 Magdeburg-Neustadt
TuS 1860 Magdeburg-Neustadt is een Duitse sportclub uit Maagdenburg in de deelstaat Saksen-Anhalt. De club is de oudste sportclub van de stad en is actief in voetbal, handbal, tafeltennis en gymnastiek.

## Geschiedenis
De club werd op 10 augustus 1860 opgericht als Männer-Turn-Verein 1860 Magdeburg-Neustadt. De club was naast gymnastiek na een tijd ook actief in schermen en zwemmen. In 1936 fuseerde de club met SV Viktoria 96 Magdeburg. Deze club was een van de toonaangevende clubs van de stad en was in financiële problemen gekomen. De club speelde nog één seizoen onder de oude naam verder in de Gauliga Mitte en degradeerde dan. Onder de naam VfL Viktoria-Neustadt 1860 speelde de club verder in de Bezirksklasse Magdeburg-Anhalt. Na twee seizoenen zakte de club naar de derde klasse. De club kon meteen terugkeren, maar eindigde de volgende jaren slechts in de middenmoot.
Na de Tweede Wereldoorlog werden alle Duitse clubs ontbonden. In Oost-Duitsland mochten nieuwe clubs niet meer de oude naam aannemen. In oktober 1945 werd dan Volkssportgemeinschaft SG Neue Neustadt opgericht dat actief was in voetbal en handbal. De club onderging enkele naamswijzigingen en een fusie en speelde vanaf 1958 als TuS Fortschritt Magdeburg Neustadt. Na de Duitse hereniging nam de club in 1996 de huidige naam aan.